# Adolph Sutro
Adolph Heinrich Joseph Sutro (Aquisgrana, 29 aprile 1830 – San Francisco, 8 agosto 1898) è stato un politico, ingegnere e filantropo tedesco, 24° sindaco di San Francisco.

## Biografia
Di origine ebraica, Adolph Heinrich Joseph Sutro arrivò negli Stati Uniti all'età di 20 anni, all'epoca della corsa all'oro californiana. Nel 1860 si trasferì a Comstock Lode, in Nevada, e progettò di scavare un tunnel per drenare l'acqua dalle miniere, ma dovette aspettare nove anni per realizzare questo progetto. Investì in una raffineria di metalli a Dayton, in Nevada. Nel 1865 fondò la Sutro Tunnel Company e nel 1866 il Congresso degli Stati Uniti gli concesse una concessione esclusiva per la costruzione del tunnel. Il tunnel fu completato nel 1878 ed era in grado di drenare circa 15.000 m³ di acqua al giorno.
Successivamente si trasferì a San Francisco per investire nel settore immobiliare e poi diventare sindaco di quella città.
A San Francisco costruì i Bagni di Sutro, in forma di un lussuoso stabilimento balneare alimentato da acqua calda.